# 山湾乡
山湾乡，是中华人民共和国河北省承德市隆化县下辖的一个乡镇级行政单位。

## 行政区划
山湾乡下辖以下地区：
山湾村、左道营村、小杨树沟村、庄头营村、苗子沟村、皮匠营村、南沟村、西北沟村、孙家营村、扎扒沟村和玉皇庙村。